# Protoglossum niveum
Protoglossum niveum är en svampart som först beskrevs av Carlo Vittadini, och fick sitt nu gällande namn av T.W. May 1995. Protoglossum niveum ingår i släktet Protoglossum och familjen spindlingar.   Inga underarter finns listade i Catalogue of Life.
I den svenska databasen Dyntaxa används istället namnet Hymenogaster niveus för samma taxon.  Arten är reproducerande i Sverige.